# Latouchia cornuta
Latouchia cornuta är en spindelart som beskrevs av Song, Qiu och Zheng 1983. Latouchia cornuta ingår i släktet Latouchia och familjen Ctenizidae. Inga underarter finns listade i Catalogue of Life.